# 赵光裕
赵光裕（？—？），字笛人。浙江仁和县人，清朝政治人物。

## 生平
道光九年（1829）己丑科进士第13名（李振钧榜）。道光十七（1837），官湖南平江知县，在任四年（1837-1840），品德高尚，光明磊落，一尘不染，民称赵青天。主持童试期间，为方便考生就近考试，分校增设考场。光裕热心教育，关心学子，每月定期规定考试，并亲自评定成绩高低。咸丰初年，知浏阳县，因劝捐有功，擢迁桂阳直隶州，晋升知州。晚年称病隐退，身无积蓄，贫困潦倒，卒于省寓。